# Splitbox

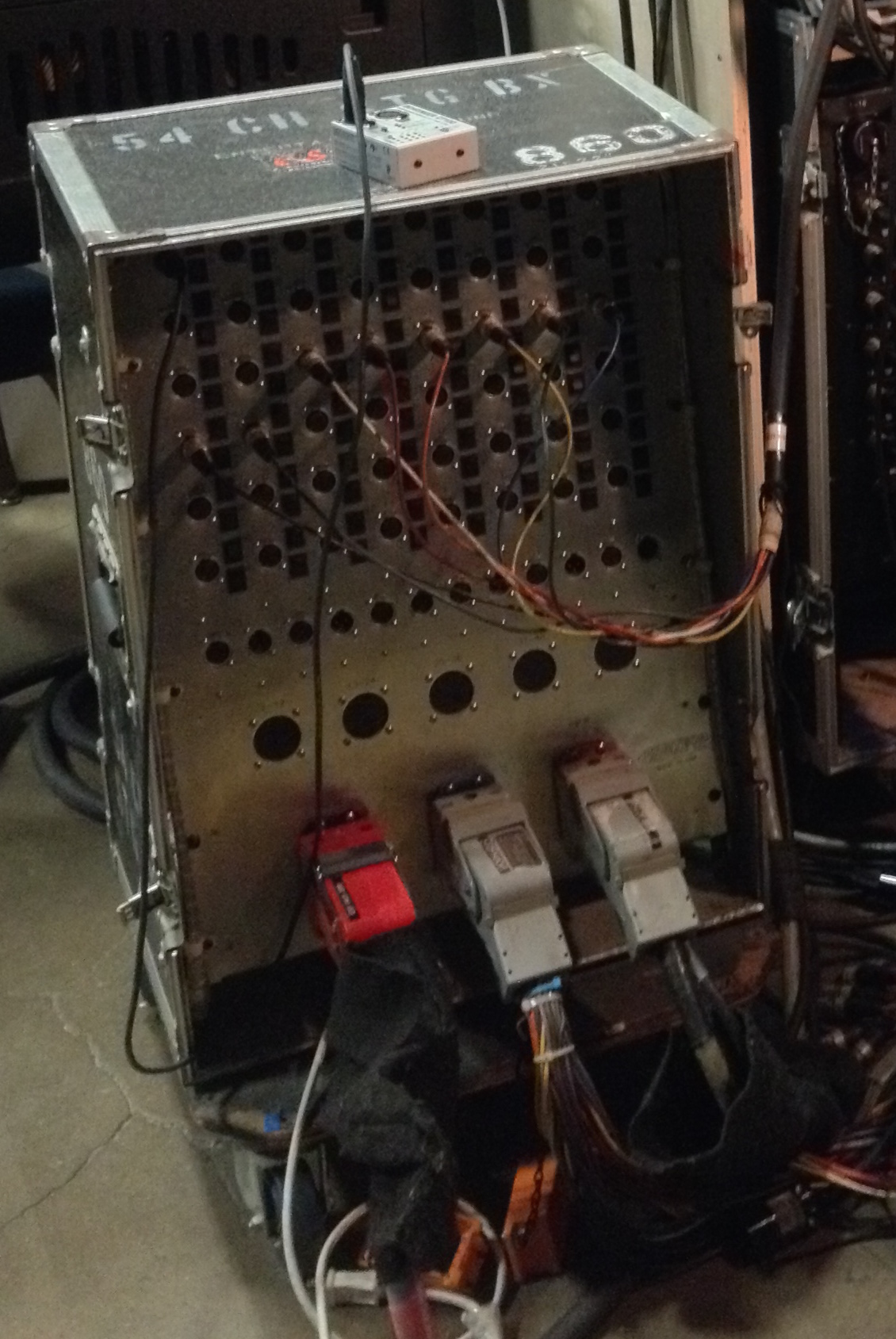
Größere Splitbox in der Veranstaltungstechnik

Die Splitbox (engl. Aufteilkasten) ist ein Gerät aus dem Gebiet der Ton- und Veranstaltungstechnik. Sie wird immer dann eingesetzt, wenn Audiosignale verteilt und mehrfach genutzt werden. Hauptanwendung findet die Splitbox bei Veranstaltungen, die neben der Mischung und Aufzeichnung von Audiosignalen auch eine Beschallung beinhalten. Vereinfacht dargestellt teilt die Splitbox einzelne Eingangssignale in mehrere (im Regelfall drei) identische Ausgangssignale auf, ohne das Ausgangssignal im Pegel gegenüber dem Eingangssignal abzuschwächen oder anderweitig zu verändern. Aus diesem Grund besitzt eine Splitbox einen integrierten Signalverstärker oder Übertrager.
Eine Splitbox besitzt eine bestimmte Anzahl an Eingängen (z. B. 32) und ein Vielfaches davon an Ausgängen (z. B. drei für jeden einzelnen Eingang). Damit kann ein Signal – zum Beispiel das eines Mikrofones – sowohl für die Beschallung als auch für die Aufzeichnung auf beispielsweise DAT, als auch für die Mischung und Aufzeichnung auf Festplatte oder Magnetband genutzt werden. Im Regelfall werden nur die Signale über die Splitbox geleitet, die auch mehrfach gebraucht werden. Bei Aufzeichnungen mit Publikum ist es zum Beispiel meist nicht nötig, die Atmo-Mikrofone über die Splitbox aufzuteilen, da sie ausschließlich für die Mischung und Aufzeichnung bestimmt sind und nicht für die Beschallung.
Im Regelfall folgt auf eine Splitbox eine Stagebox oder ein Mischpult.